# La luce del lago
La luce del lago (La lumière du lac) è un film del 1988 diretto da Francesca Comencini.

## Trama
Carlotta, scrittrice e poetessa, vive da sola nella sua casa vicino al lago. Un giorno arriva in quel luogo il misterioso giovane Marco, forse in fuga dalla malavita. Tra i due scoppia la passione, lei affascinata dalla bellezza del giovane e lui dalla cultura della donna. Lo stesso luogo di solitudine è stato scelto da Miranda, in piena crisi esistenziale, e da Lucia e "il vecchio" padre, che si prende cura di Miranda come fosse una seconda figlia. Tutto finisce con l'omicidio di Marco in riva al lago mentre sta preparando la fuga, insieme a Carlotta, avvertito dall'amico Michel della taglia che è stata posta sulla sua testa.  Dopo la morte del ragazzo tutto finisce e la solitudine e la monotonia del piccolo sobborgo si ripristina come inalterata.